# كلية الأطباء الملكية في إدنبرة
كلية الأطباء الملكية في إدنبرة (بالإنجليزية: Royal College of Physicians of Edinburgh)‏ هي كلية ملكية طبية، تعد واحدة من ثلاث منظمات تضطلع بوضع معايير التدريب الاختصاصي للأطباء في المملكة المتحدة. أُسست الكلية بموجب ميثاق ملكي سنة 1681، وينتمي إليها اليوم قرابة 12 ألف زميل وعضو في مختلف دول العالم.

## وصلات خارجية
- الموقع الرسمي للكلية (بالإنجليزية)